# Сан Лина (Тексас)
Сан Лина (енгл. San Leanna) град је у америчкој савезној држави Тексас.

## Демографија
По попису из 2010. године број становника је 497, што је 113 (29,4%) становника више него 2000. године.
| Група             | 2000.       | 2010.       |
| Белци             | 325 (84,6%) | 368 (74,0%) |
| Афроамериканци    | 3 (0,8%)    | 8 (1,6%)    |
| Азијати           | 2 (0,5%)    | 10 (2,0%)   |
| Хиспаноамериканци | 48 (12,5%)  | 104 (20,9%) |
| Укупно            | 384         | 497         |